# Andréas Iverin Toldnäss
Andréas Iverin Toldnäss (Toldnäs), född 10 juni 1860 i Vardø, Norge, död 26 juni 1940 i Göteborg, var en norsk-svensk målarmästare, målare och tecknare.
Han var son till polismannen Ole Andreassen Toldnæs och Margrete Carlsen och från 1898 gift med Karolina Wilhelmina Palmér. Toldnäss studerade vid Tegneskolen i Tromsø fram till 1879 varefter han tillbringade ett decennium på resor i Ryssland, Finland, Tyskland, Österrike, Ungern, Schweiz och Danmark. Under resans gång studerade han konst och livnärde sig på dekorationsmåleri. Från 1888 var han fast bosatt i Göteborg där han utförde flera dekorativa arbeten i olika patricierhem och offentliga lokaler. Till hans konstnärligt mest betydande arbeten hör hans altartavlor för Betlehemskyrkan i Göteborg, Forshälla kyrka, Åmåls kyrka och Hjo kyrka. Vid sidan av sitt dekorationsmåleri hade han en stor produktion av stafflimålningar med landskap, stilleben och porträtt. Separat ställde han årsskiftet 1937–1938 i Göteborg och han var representerad några gånger i Göteborgs konstförenings Decemberutställningar på Göteborgs konsthall.